# BBC Radio 1 – Live In Concert
BBC Radio 1 – Live In Concert – koncertowa EPka zespołu Fields of the Nephilim. Zawiera nagranie z wyemitowanego przez BBC Radio 1 koncertu, który odbył się na Uniwersytecie w Sheffield 5.09.1988 roku. Została wydana w wersji kompaktowej w 1992.
Lista utworów:
1. Endemoniada (6:43)
2. Love under will (6:07)
3. Moonchild (5:04)
4. Blue water (5:31)
5. Chord of souls (5:50)